# Craugastor occidentalis
Craugastor occidentalis är en groddjursart som först beskrevs av Taylor 1941.  Craugastor occidentalis ingår i släktet Craugastor och familjen Craugastoridae. IUCN kategoriserar arten globalt som otillräckligt studerad. Inga underarter finns listade i Catalogue of Life.